# هونغ لين
هونغ لين (بالصينية: 孔琳) هي ممثلة صينية، ولدت في 5 يناير 1969.

## وصلات خارجية
- هونغ لين على موقع IMDb (الإنجليزية)
- هونغ لين على موقع قاعدة بيانات الفيلم (الإنجليزية)